# 피아노 소나타 5번 (스크랴빈)

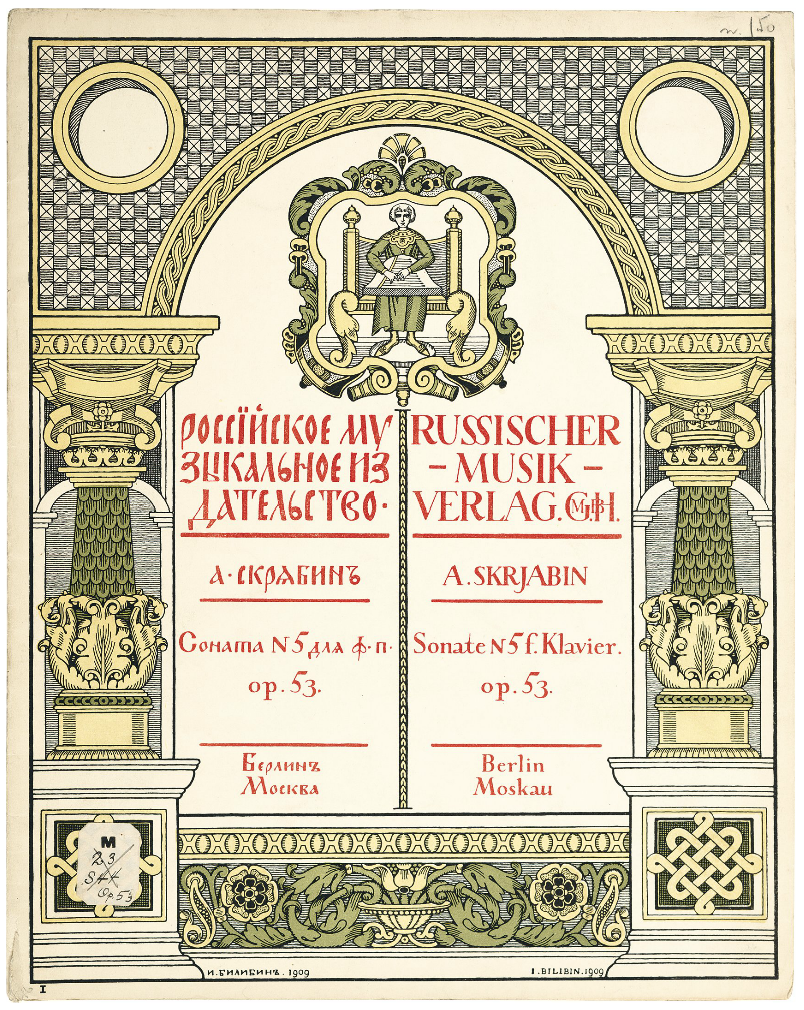

알렉산드르 스크랴빈의 피아노 소나타 5번 Op. 53은 이 1907년에 쓴 작품이다. 이것은 한 악장으로 쓰여진 소나타였다. 일반적인 연주는 11분에서 12분 동안 지속된다. 이 작품은 기술적으로나 음악적으로나 스크랴빈의 가장 어려운 작품 중 하나로 간주된다.
완성 후 5개월 후, 스크랴빈은 로잔에서 직접 작품을 출판하여 300부로 된 판본을 제작했다. 1971년에 다른 다양한 문서와 함께 원고는 스크리아빈 박물관에 기증되었다.